# Новая Каштановка
Новая Каштановка — село в Белинском районе Пензенской области России. Входит в состав Козловского сельсовета.

## География
Расположено в 10 км к северу от села Козловка, на левом берегу реки Ворона.

## Население
| 1877 | 1897  | 1911  | 1926  | 1930  | 1939  | 1959  |
| ---- | ----- | ----- | ----- | ----- | ----- | ----- |
| 1272 | ↗1674 | ↗2013 | ↘1837 | ↗1857 | ↘1138 | ↘1069 |
| 1979 | 1989  | 1996  | 2002  | 2010  |       |       |
| ↘633 | ↘462  | ↘392  | ↘305  | ↘118  |       |       |

Село является местом компактного расселения мордвы, которая составляет 61 % населения села.

## История
Основано в середине 19 в. переселенцами из деревни Старая Каштановка. В 1870 г. построена церковь во имя Николая Чудотворца. В составе Корсаевской волости Чембарского уезда. После революции центр Ново-Кашатановского сельсовета Поимского района. Колхоз имени Кирова.